# Wilte Mulder
Wilte Mulder (Nieuwe Pekela, 8 januari 1928 – Goor, 14 augustus 2015) was een Nederlands politicus van de PvdA.
Na de kweekschool ging hij werken in het onderwijs en in 1962 werd Mulder hoofd van de Nuts-ULO-school in Oldenzaal. Daarnaast was hij ook actief in de lokale politiek. In 1966 kwam hij in de gemeenteraad van Oldenzaal, en van 1967 tot 1974 was hij daar wethouder. Nadat hij gekozen was tot voorzitter van het PvdA-gewest Twente, stopte hij ook met het raadslidmaatschap. Ook was Mulder van 1976 tot 1978 lid van de Provinciale Staten van Overijssel.
In februari 1977 werd Mulder de burgemeester van Diepenheim. Daarnaast was hij vanaf 1 mei 1986 nog tweeënhalve maand waarnemend burgemeester van Markelo. Begin 1993 ging hij met pensioen. Daarna was hij vanaf 1999 opnieuw waarnemend burgemeester van Markelo, totdat die gemeente op 1 januari 2001 fuseerde met onder andere Diepenheim, tot de nieuwe gemeente Hof van Twente.